# Canton de Saint-Lizier
Le canton de Saint-Lizier est une ancienne division administrative française située dans le département de l'Ariège.

## Géographie
Ce canton était organisé autour de Saint-Lizier dans l'arrondissement de Saint-Girons. Son altitude variait de 295 m (La Bastide-du-Salat) à 1 247 m (Cazavet) pour une altitude moyenne de 425 m.

## Représentation

### Conseillers généraux de 1833 à 2015
| Période | Période          | Identité                                      | Étiquette    | Qualité |
| ------- | ---------------- | --------------------------------------------- | ------------ | --- |
| 1833    | 1846             | Jean Claude Amédée Trinqué (1788-1857)        |              | Docteur en médecine Juge de paix du canton de Saint-Lizier                                                                                   |
| 1847    | 1848             | Etienne Bergès (1789-?)                       |              | Avocat et juge à Saint-Girons |
| 1848    | 1865             | Comte Charles Faydit de Tersac (1815-1874)    |              | Propriétaire, licencié en droit Maire de Saint-Lizier                                                                                        |
| 1865    | 1874             | Vicomte Amanieu Louis de Noaillan (1840-1880) |              | Propriétaire à Prat |
| 1874    | 1884 (démission) | Jean Mouillac (1822-1888)                     | Républicain  | Docteur en médecine à Prat |
| 1884    | 1892             | Victor Durègne (1839-1893)                    | Gauche       | Notaire - Maire de Betchat |
| 1892    | 1898             | Henri Bernère                                 | Droite       | Avocat - Adjoint au Maire de Saint-Girons Sénateur                                                                                           |
| 1898    | 1902 (décès)     | Philippe Bergès (1846-1902)                   | Républicain  | Industriel papetier - Maire de Sentaraille                                                                                                   |
| 1902    | 1928             | Maurice Second                                | Rad.         | Papetier - Maire de Saint-Lizier Député (1910-1914)                                                                                          |
| 1928    | 1940             | André Broué (1875-1963)                       | PRS          | Diplomate, administrateur des services civils d'Indochine en retraite Maire de Montjoie                                                      |
|         |                  |                                               |              | |
| 1943    | 1945             | Joseph Commenge (1877-1956)                   |              | Propriétaire Maire de Sentaraille Nommé conseiller départemental en 1943                                                                     |
|         |                  |                                               |              | |
| 1945    | 1955             | Pierre Bergès                                 | SFIO         | Industriel papetier Ancien maire de Saint-Lizier                                                                                             |
| 1955    | 1976             | Roger Maurette (1910-1982)                    | SFIO puis PS | Médecin Ancien maire de Prat-Bonrepaux |
| 1976    | 2001             | Maurice Fauroux (1936-2004)                   | PS           | Assureur Maire de Montjoie-en-Couserans (1971-1983) puis de Saint-Girons (1985-1989) président de la communauté de communes du Bas-Couserans |
| 2001    | 2015             | Raymond Coumes                                | PS           | Fonctionnaire Maire de Mercenac président de la communauté de communes du Bas-Couserans                                                      |

### Conseillers d'arrondissement (de 1833 à 1940)
| Période                                  | Période | Identité                                       | Étiquette | Qualité |
| ---------------------------------------- | ------- | ---------------------------------------------- | --------- | --- |
| 1833                                     | 1836    | Barthélemy Géraud Prosper Dupré (1800-1864)    |           | Officier en retraite à Saint-Lizier                                                                         |
| 1836                                     | 1842    | Jean Joseph Duclos                             |           | Propriétaire à Saint-Lizier                                                                                 |
| 1842                                     | 1848    | Baron Bernard de Méritens de Rozès (1796-1857) |           | Propriétaire à Saint-Lizier                                                                                 |
|                                          |         |                                                |           | |
| 1895                                     | 1901    | Rodolphe Dumas                                 |           | Notaire, maire de Saint-Lizier                                                                              |
| 1901                                     | 1907    | Pierre Feuillerat                              |           | Maire de Montjoie-en-Couserans                                                                              |
| 1907                                     | 1931    | Raymond Aragon                                 | Radical   | Propriétaire à Lorp, Saint-Lizier                                                                           |
| 1931                                     | 1940    | Gabriel Anouilh                                | Radical   | Adjoint au maire de Mauvezin-de-Prat                                                                        |
| 1940                                     |         |                                                |           | Les conseils d'arrondissement ont été suspendus par la loi du 12 octobre 1940 et n'ont jamais été réactivés |
| Les données manquantes sont à compléter. |         |                                                |           | |

## Composition
Le canton de Saint-Lizier regroupait 16 communes et comptait 6 929 habitants (recensement de 1999 sans doubles comptes).
| Nom                      | Code Insee | Intercommunalité      | Population (dernière pop. légale) |
| ------------------------ | ---------- | --------------------- | --------------------------------- |
| Saint-Lizier (chef-lieu) | 09268      | CC Couserans-Pyrénées | 1 417 (2014)                      |
| La Bastide-du-Salat      | 09041      | CC Couserans-Pyrénées | 182 (2014)                        |
| Betchat                  | 09054      | CC Couserans-Pyrénées | 313 (2014)                        |
| Caumont                  | 09086      | CC Couserans-Pyrénées | 312 (2014)                        |
| Cazavet                  | 09091      | CC Couserans-Pyrénées | 225 (2014)                        |
| Gajan                    | 09128      | CC Couserans-Pyrénées | 308 (2014)                        |
| Lacave                   | 09148      | CC Couserans-Pyrénées | 149 (2014)                        |
| Mauvezin-de-Prat         | 09183      | CC Couserans-Pyrénées | 96 (2014)                         |
| Mercenac                 | 09187      | CC Couserans-Pyrénées | 368 (2014)                        |
| Montesquieu-Avantès      | 09204      | CC Couserans-Pyrénées | 252 (2014)                        |
| Montgauch                | 09208      | CC Couserans-Pyrénées | 122 (2014)                        |
| Montjoie-en-Couserans    | 09209      | CC Couserans-Pyrénées | 1 072 (2014)                      |
| Prat-Bonrepaux           | 09235      | CC Couserans-Pyrénées | 890 (2014)                        |
| Lorp-Sentaraille         | 09289      | CC Couserans-Pyrénées | 1 380 (2014)                      |
| Taurignan-Castet         | 09307      | CC Couserans-Pyrénées | 181 (2014)                        |
| Taurignan-Vieux          | 09308      | CC Couserans-Pyrénées | 206 (2014)                        |

## Démographie
| 1962  | 1968  | 1975  | 1982  | 1990  | 1999  | 2006  | 2011  | 2012  |
| ----- | ----- | ----- | ----- | ----- | ----- | ----- | ----- | ----- |
| 6 897 | 6 742 | 6 590 | 6 654 | 6 788 | 6 929 | 7 165 | 7 416 | 7 400 |